# 三上洸
三上 洸（みかみ あきら、1967年6月30日 -）は、日本の小説家、推理作家。

## 経歴
東京出身。慶應義塾大学文学部卒業。
2003年、『アリスの夜』で第6回日本ミステリー文学大賞新人賞を受賞しデビューした。

## 作品リスト
単行本
- アリスの夜 （2003年3月 光文社） - 第6回日本ミステリー文学大賞新人賞受賞作
- ハード・ヒート （2004年12月 光文社カッパ・ノベルス）
- マリアの月 （2007年11月 光文社）

アンソロジー
「」内が三上洸の作品
- ザ・ベストミステリーズ 2007 推理小説年鑑（2007年7月 講談社）「スペインの靴」
  - 【分冊・改題】MARVELOUS MYSTERY 至高のミステリー、ここにあり（2010年11月 講談社文庫）